# كيفن ريستاني
كيفن ريستاني (بالإنجليزية: Kevin Restani)‏ مواليد 23 ديسمبر 1951 في سان فرانسيسكو - الوفاة 25 أبريل 2010، كان لاعب كرة سلة أمريكي. بدأ مسيرته الاحترافية في سنة 1974. تم اختياره من قبل فريق كليفلاند كافالييرز خلال الدرافت. بلغ طوله 6 قدم 9 بوصة (2.1 م). اعتزل اللعب في 1988.

## المسيرة الاحترافية
لعب مع ميلووكي باكز من سنة 1974 إلى 1978، ثم لعب مع سكرامنتو كينغز في موسم 1977–1978، ثم لعب مع ميلووكي باكز في موسم 1978–1979، ثم لعب مع سان أنطونيو سبرز من سنة 1979 إلى 1982، ثم لعب مع كليفلاند كافالييرز في موسم 1981–1982، ثم لعب مع سباستياني باسكت رييتي في الدوري الإيطالي في موسم 1987–1988.

## روابط خارجية
- كيفن ريستاني على موقع إن بي أي (الإنجليزية)
- كيفن ريستاني على موقع سبورتس رفرنس (الإنجليزية)
- كيفن ريستاني على موقع كلية كرة السلة في سبورتس رفرنس.كوم (الإنجليزية)
- كيفن ريستاني على موقع ريلجم (الإنجليزية)
- كيفن ريستاني على موقع بروبوليرز (الإنجليزية)